# Alexandra Berková

Alexandra Berková (2. července 1949 Trenčín – 16. června 2008 Praha) byla česká prozaička, scenáristka, publicistka, pedagožka a feministka.

## Život
Narodila se 2. července 1949 v Trenčíně. Jejím otcem byl dirigent symfonického orchestru Bohumil Berka a matka byla novinářka. Od devíti let až do vysokoškolských studií žila v Teplicích. Maturovala na SUPŠ sklářské v Kamenickém Šenově a v letech 1968–1973 studovala na FF UK v Praze češtinu a výtvarnou výchovu; absolvovala prací o literárněkritických sporech Karla Čapka ve 30. letech, tuto později rozšířila na rigorózní – titul PhDr. získala roku 1980.
Pracovala například jako redaktorka v nakladatelstvích Svoboda (1973–79) a Československý spisovatel (1979–81), později také jako uklízečka v kostele. Časopisecky debutovala roku 1976 v Literárním měsíčníku povídkou Miniromán, knižně pak v roce 1986 sbírkou Knížka s červeným obalem. Stála u zrodu Obce spisovatelů, byla rovněž vůdčí osobností Hejna českých spisovatelů Mamut a od roku 2006 byla členkou výboru českého PEN klubu. Věnovala se psaní televizních scénářů, rozhlasových her a publicistice.
Z později rozvedeného manželství s malířem Vladimírem Novákem (* 1947) vzešla dcera Nikola Nováková (* 1975), malířka, a syn Ernest Novák.
Po roce 1990 začala učit tvůrčí psaní na Gymnáziu Josefa Škvoreckého, poté na VOŠ Josefa Škvoreckého a na Literární akademii – zde také od roku 2001 vedla katedru tvůrčího psaní. Patřila k průkopníkům tohoto oboru v Česku a pro časopis Tvar psala „manuál na pokračování“ O psaní.
Žila v Praze, kde také 16. června 2008 zemřela.

## Dílo
Jejím tématem byly především mezilidské a partnerské vztahy, známa byla jako propagátorka feminismu – v prozaické tvorbě ovšem neváhala formálně experimentovat, což ji řadilo autorům pracujícím s postmoderními principy, intertextualitou a střídáním vypravěčských perspektiv. Tragický obsah, zaměřený na nelítostnou psychologickou introspekci nadlehčuje jazykovou hrou, groteskním nadhledem, ironií a nabouráváním zažitých vypravěčských postupů. Často volí metaforický a alegorický přístup, ve kterém se prolínají představy a skutečnost.
Její prvotina Knížka s červeným obalem je souborem povídek, které sledují osud českých žen od narození až po smrt – úloha osudu zde má blízko k severským ságám.
Časopis A2 zařadil její knihu Temná láska do českého literárního kánonu po roce 1989, tedy do výběru nejdůležitějších českých knih v období třiceti let od sametové revoluce.

### Próza

#### Knihy
- Knížka s červeným obalem, soubor povídek (Práce, 1986, 1988, Petrov 2003)
- Magorie, novela (Horizont, 1991, Eroika, 2006); Cena Egona Hostovského. 1991 stejnojmenná dramatizace Českým rozhlasem, režie Josef Henke
- Utrpení oddaného všiváka, novela (Petrov, 1993)
- Temná láska, novela (Petrov, 2000)
- Banální příběh – filmová povídka o prostém životním běhu, (Motto, 2004; Eroika, 2008); předloha k filmu Zlatá brána

#### Příspěvky ve sbornících
- Nej… povídky z Playboye I., sbírka povídek (Akropolis, 1997)
- Městopis: 50 autorů, povídek, měst, sbírka povídek (nakladatelství Lidové noviny, 2000)
- Schůzky s tajemstvím, sbírka povídek (Listen, 2003)
- Škola – základ života, kniha vzpomínek (sestavil Boris Dočekal, Listen, 2003)
- Už tě nemiluju, sbírka povídek (Listen, 2005)
- Divoká jízda, sbírka povídek, (sestavil Ivan Adamovič, Knižní klub, 2006) – povídka Stařec a smrt

### Publicistika knižně
- Čeští spisovatelé o toleranci, sborník ke kongresu PEN klubu (Nadace Readers International (Prague) – české centrum Mezinárodního PEN klubu, 1994)
- Antologie českého rozhlasového fejetonu 2002–2004 (uspořádal Radim Kopáč, Concordia, 2004)
- O psaní (esejisticky pojatá učebnice tvůrčího psaní; editorka Božena Správcová, Trigon, 2014)

### Překlady
- Dory Hollanderová: 101 lež, kterou muži říkají ženám, a proč jim ženy věří (s E. Hauserovou, Columbus, 1996)
- V. J. Solanas(ová): SCUM Manifesto čili ŠLEM manifest (Votobia, 1998)

### Scénáře
- Pánská jízda (1983, režie Karel Smyczek)
- Bumerang (1986, režie Karel Smyczek)
- Dva t. č. v zel. hl. dvě ves. nekuř. (1986, režie Karel Smyczek)
- Dámská jízda (1987, režie Vít Olmer)
- Co teď a co potom? (1991–1992, režie Hynek Bočan); původně 4dílný, později 8dílný televizní cyklus[6]: Tvrz; Kruh; Dveře; Dno; Hodný hoch; Maratón; Velmi banální příběh; Staré děti
- Zírej, holube! (1991, režie Vít Olmer)
- Zlatá brána (2004, režie Jaroslav Brabec)
- Nespavost (2009, režie Lenka Wimmerová)

### Knižní verze scénářů
- Co teď a co potom? (podle televizního scénáře A. Berkové literárně zpracoval Libor Dvořák, Motto, 1992)

### Náměty
- Magorie: Fantaskní podobenství o zemi pod plochým kamenem; rozhlasová hra (1991, scénář a režie Josef Henke, účinkují Jiřina Jirásková, Ota Sklenčka, Jiří Adamíra, Jaroslav Kepka a další)[7][8]

### Překlady knih A. Berkové
- Magorie aneb Příběh velké lásky

Taifuuni, Finsko, 1997
Panorama, Bulharsko, 2003
- Utrpení oddaného Všiváka

Taifuuni, Finsko, 1997
Panorama, Bulharsko, 2003
Apokalipsa, Slovinsko, 2004
- Temná láska

Bassarai, Španělsko, 2004

### Dokumenty o A. Berkové
- O čem sní ženy, dokumentární film nejen o A. Berkové (Olga Sommerová, 1999)
- Čtenářský deník… Temná láska, televizní pořad o knize Temná láska (Olga Sommerová, Česká televize, 2008)
- Jako včely propolis, rozhlasový pořad o A. Berkové (Ivana Myšková, Český rozhlas Vltava, 2008)
- Popelčin syndrom, připravovaný dokument (Olga Sommerová, 20??) [9]